# Jakov Aleksandrovič Protazanov
Jakov Aleksandrovič Protazanov (in russo Яков Александрович Протазанов?) (Mosca, 4 febbraio 1881 – Mosca, 9 agosto 1945) è stato un regista cinematografico sovietico.

## Biografia
Fu uno dei fondatori del cinema russo e tra i più importanti registi del periodo prerivoluzionario, durante il quale diresse numerosi film, tratti di preferenza dai classici della letteratura russa. Convinto assertore del realismo psicologico, Protazanov assegnava alla recitazione dell'attore un ruolo di fondamentale importanza, considerandola come parte attiva alla creazione dell'opera cinematografica.
Il suo film più valido del periodo prerivoluzionario è Otec Sergij (Padre Sergio, del 1918) dal racconto omonimo di Lev Tolstoj. Dal 1920 al 1923 Protazanov lavorò a Parigi e a Berlino. Tornato in patria diresse un bizzarro film di fantascienza: Аėlita (del 1924), dedicandosi poi a film ispirati alla nuova tematica politica ma vincolati a uno stile ormai sorpassato.
Il suo migliore film sonoro fu Bespridannica (Senza dote, del 1936) tratto dall'omonimo dramma di Aleksandr Nikolaevič Ostrovskij.

## Filmografia (parziale)

### Regista
- La fontana di Bachčisaraj (1909)
- Uchod velikovo starca (1912)
- Ključi sčast'ja (1913)

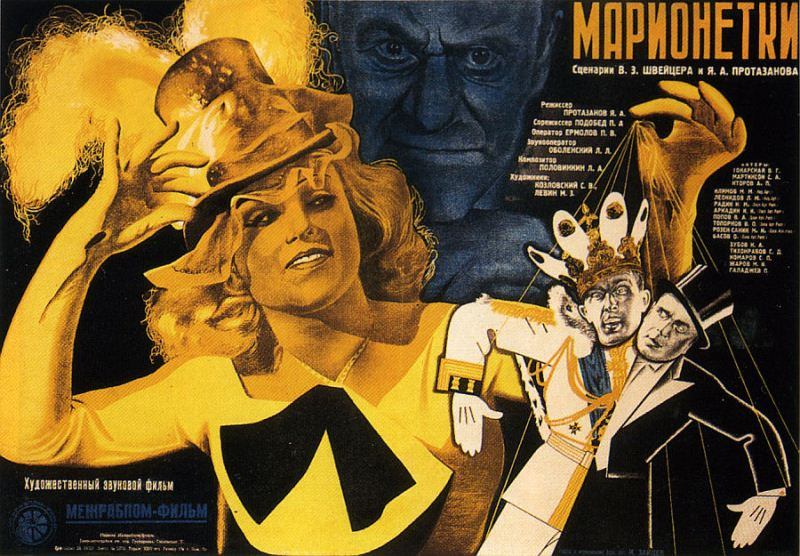
Locandina del film Marionette (1934).

- La canzone del forzato (Pesnja katoržanina)
- La dama di picche (Pikovaja dama) (1916)
- Vo vlasti grecha (1916)
- Ženščina s kinžalom (1916)
- Satana likujuščij (Satana trionfante)
- Prokuror (Прокурор) (1917)
- Otec Sergij, co-regia di Aleksandr Aleksandrovič Volkov (1918)
- Maljutka Elli (1918)
- Aėlita (Аэлита) (1924)
- Ego prizyv (La sua vocazione) (1925)
- Il sarto di Toržok (Закройщик из Торжка) (1925)
- Process o trёch millionach (Процесс о трёх миллионах) (1926)
- Sorok pervyj (L'isola della morte) (1927)
- Čelovek iz restorana (1927)
- Don Diego i Pelageja (1928)
- Belyj orël (Белый орёл) (1928)
- Činy i ljudi (1929)
- Prazdnik svjatogo Iorgena (La festa di San Giorgio)
- Tommi (1931)
- Marionetki (1933)
- O strannostjach ljubvi (1936)
- Bespridannica (Senza dote) (1936)
- Salavat Julaev (Салават Юлаев) (1941)
- Nasreddin v Buchare (Nasreddin a Bukhara)